# Bucklers Hard
Bucklers Hard – osada w Anglii, w hrabstwie Hampshire, w dystrykcie New Forest. Leży 30 km na południe od miasta Winchester i 120 km na południowy zachód od Londynu.